# Sferobertrandite
La sferobertrandite è un minerale.